# 三国ヶ丘駅

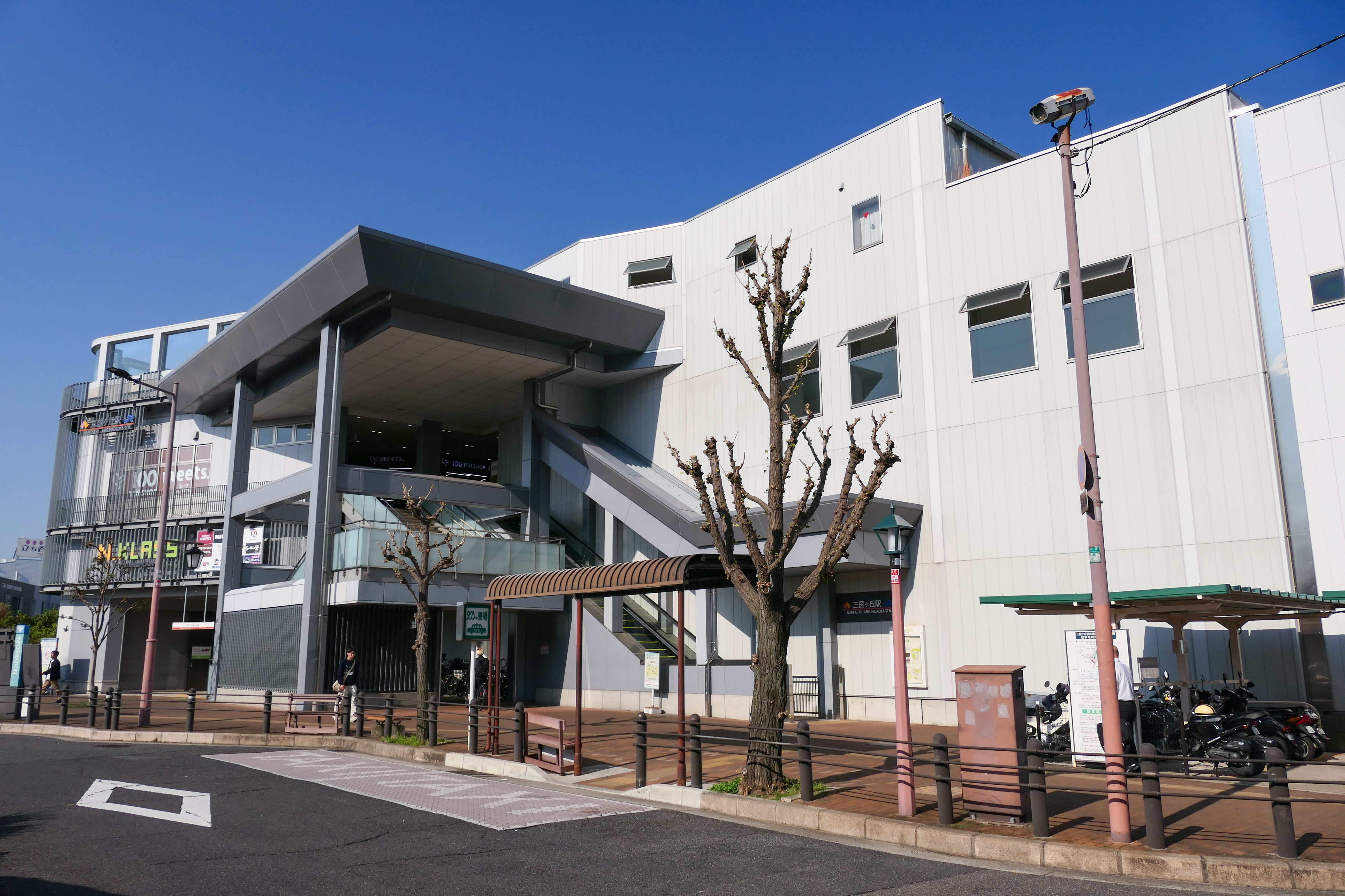
西口（2023年11月）

三国ヶ丘駅および三国ケ丘駅（みくにがおかえき）は、大阪府堺市堺区向陵中町二丁にある、南海電気鉄道（南海）・西日本旅客鉄道（JR西日本）の駅である。
正式な駅名表記は、南海は「三国ヶ丘」、JRが「三国ケ丘」とされている。駅番号は南海電気鉄道がNK57、JR西日本がJR-R29。

## 概要
南海電気鉄道の高野線とJR西日本の阪和線が接続する。乗り継ぎ客が多い。
南海の駅はPiTaPa、JR西日本の駅はICOCAの利用エリアに含まれている（相互利用可能ICカードはそれぞれの項を参照）。南海の駅は堺東駅が、JRの駅は堺市駅が管理している。
2011年4月から南海電気鉄道は、南海商事と共同で「三国ヶ丘駅改良事業」を進めてきた。東西自由通路の整備・駅舎の橋上化、商業施設のリニューアルに加え、JR西日本の駅部分も含めた構内構造の変更などの工事が行われてきたが、2013年9月7日に東西自由通路と橋上駅舎が完成、商業施設は2014年4月16日、「N.KLASS三国ヶ丘」として一部店舗が先行開業した。同年5月29日には新たに4店舗が開業し、グランドオープンした。屋上には眺望デッキやトレインビューを設けた公園「みくにん広場」を設置している。

駅名は摂津国・河内国・和泉国三国の国境の丘の意で、当駅北方に鎮座する方違神社がかつての国境だった。

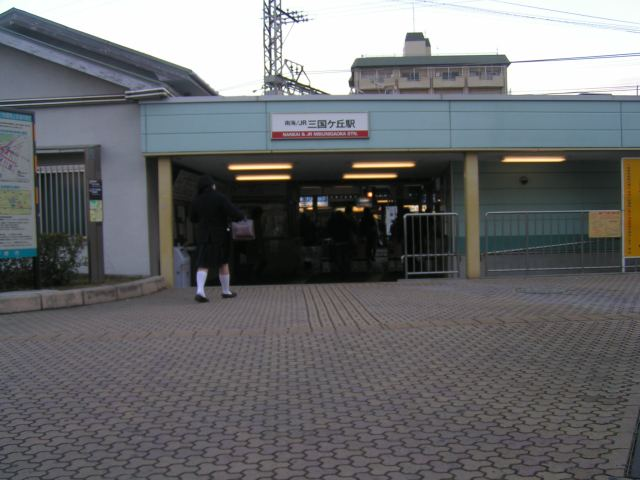
地上駅舎時代の南海西口（2013年9月6日以前）
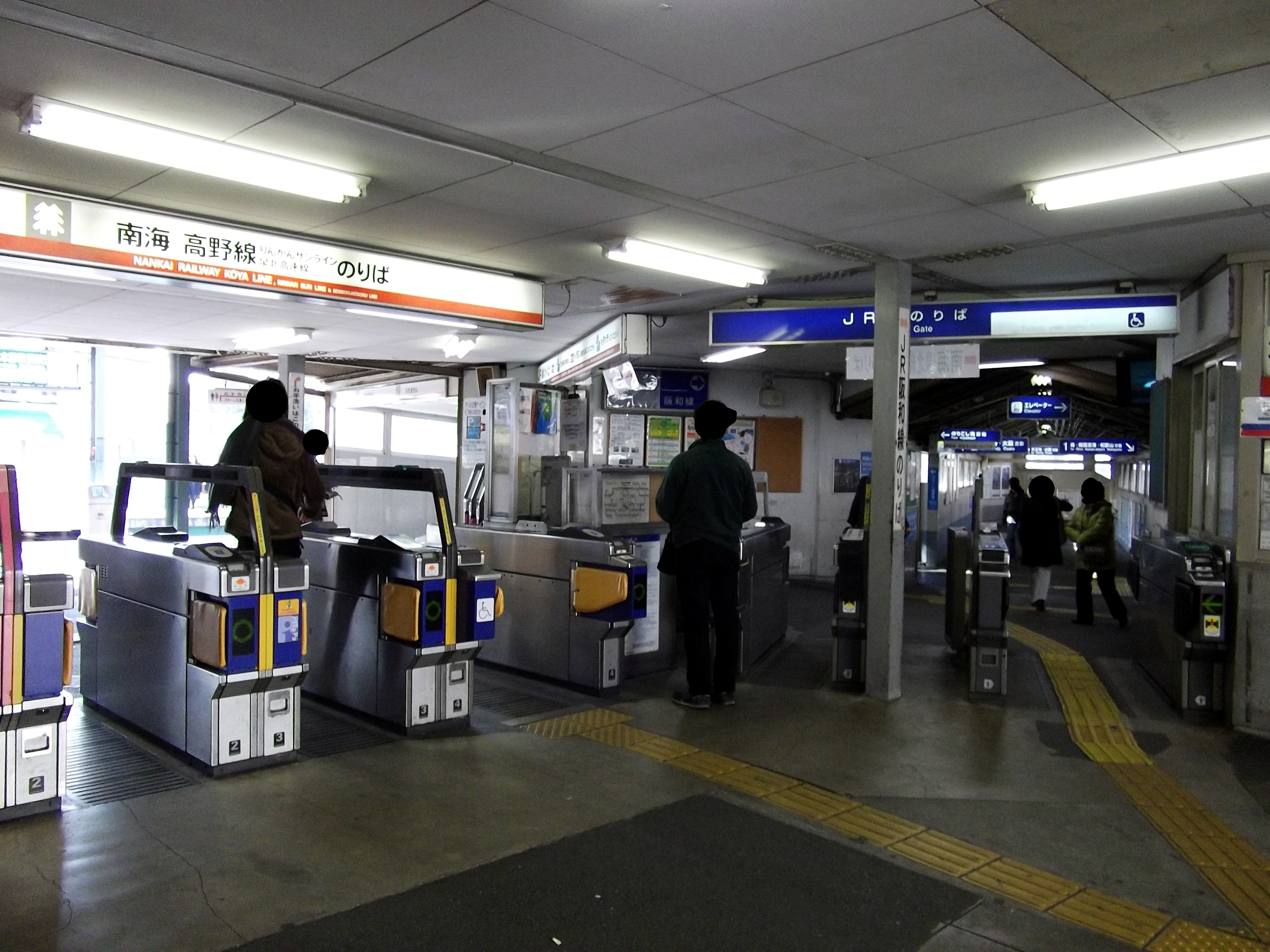
乗り換え改札を設けた旧北口（現・JR改札、2013年9月6日以前）

## 歴史
- 1942年（昭和17年）2月15日：南海鉄道の高野線と山手線（旧阪和電気鉄道、現在のJR阪和線）の乗換駅として開業[3]。改札口は現在の西口のみで、阪和線へは高野線の線路を踏切で渡ってから階段に続いていた。
- 1944年（昭和19年）
  - 5月1日：南海山手線が戦時買収により国有化され、運輸通信省（国鉄）阪和線所属となる[4]。
  - 6月1日：南海鉄道の会社合併により国鉄と近畿日本鉄道の駅となる。
- 1947年（昭和22年）6月1日：近畿日本鉄道から南海電気鉄道への旧・南海鉄道の路線譲渡により、国鉄と南海電気鉄道の駅となる。
- 1966年（昭和41年）12月1日：新今宮駅開業に伴う南海高野線のダイヤ改正で急行通過駅になる[5]。
- 1973年（昭和48年）10月1日：荷物扱い廃止[3]。
- 1986年（昭和61年）11月1日：国鉄阪和線のダイヤ改正で区間快速停車駅（当時は朝夕ラッシュ時、夜間のみの運転）になる。
- 1987年（昭和62年）4月1日：国鉄分割民営化に伴い、国鉄の駅は西日本旅客鉄道（JR西日本）の駅となる[3][4]。
- 1993年（平成5年）7月1日：阪和線運行管理システム（初代）導入。
- 1998年（平成10年）10月1日：自動改札機を設置し、供用開始[6]。
- 1999年（平成11年）5月10日：JR阪和線のホームが8両編成列車の停車が可能になるよう駅北側に延伸され、ダイヤ改正により快速・B快速の停車駅となる。
- 2003年（平成15年）11月1日：JR西日本でICカード「ICOCA」の利用が可能となる[7]。
- 2006年（平成18年）7月1日：南海電気鉄道でICカード「PiTaPa」の利用が可能となる。
- 2012年（平成24年）4月1日：駅ナンバリングが導入され、使用を開始[8][9]。
- 2013年（平成25年）
  - 9月7日：南海高野線の駅舎を橋上化し、JRの駅舎と分離[1]。併せて北口を東口に改称。南海高野線のホームにある地下道が閉鎖され、南海とJRの乗換改札口を廃止[1]。JR西日本の駅がJR西日本交通サービスへの業務委託駅から直営駅に変更となる。
  - 9月28日：阪和線運行管理システムを2代目のものに更新。
- 2014年（平成26年）5月29日：駅ナカ商業施設の「N.KLASS三国ヶ丘」が開業[10]。
- 2018年（平成30年）3月17日：JR西日本に駅ナンバリングが導入される。
- 2019年（令和元年）8月1日：クリプトン・フューチャー・メディアの音声合成ソフト『初音ミク』とのコラボ企画により、8月30日までの期間限定で、南海高野線の下りホームの駅名看板が初音ミクニヶ丘駅に変更[11]。

## 駅構造

### 南海三国ヶ丘駅

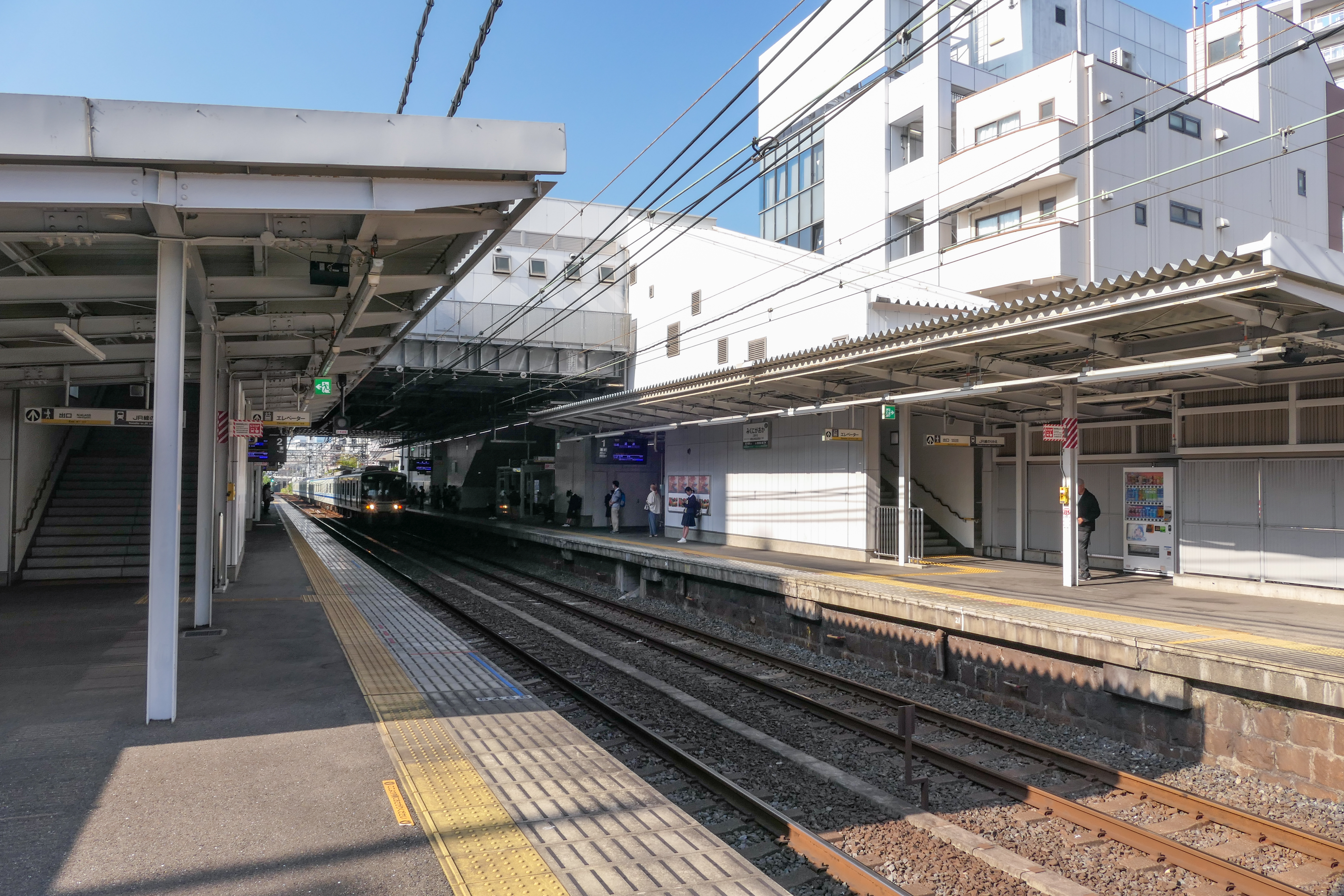
南海高野線ホーム（2023年11月）

プラットホームは相対式ホーム2面2線を有する地上駅で有効長は10両編成分（現在は最大8両編成)。改札口と切符売り場は橋上駅舎内に1か所設けている。かつてはJRとの乗り換え改札を併設した北口と大仙陵古墳（仁徳天皇陵）側に位置する西口の2か所を設けていた。
2011年から始まった橋上駅舎化工事に伴い、2012年にエレベーターとホーム間通路部分が供用開始され、2012年11月には上下ホームの連絡通路が階段を含め完成した。2013年9月7日に橋上駅舎が完成すると同時に、従来の改札口は両者とも廃止され駅舎内の1か所に集約された。改装前のホーム相互間は連絡地下道で結ばれていたが現在は埋め立てられ、かつての階段部には待合室が設けられている。同年5月29日には駅ナカ商業施設の「N.KLASS三国ヶ丘」が開業した。
便所は橋上駅舎に設置されており、男女別の水洗式で多機能トイレも設置されている（これにより上りホームのトイレは2012年10月に、下りホームのトイレは橋上駅舎供用開始と同時に使用停止）。

#### のりば（南海）
| のりば | 路線   | 方向 | 行先       |
| ------ | ------ | ---- | ---------- |
| 1      | 高野線 | 下り | 高野山方面 |
| 2      | 高野線 | 上り | なんば方面 |

### JR三国ケ丘駅

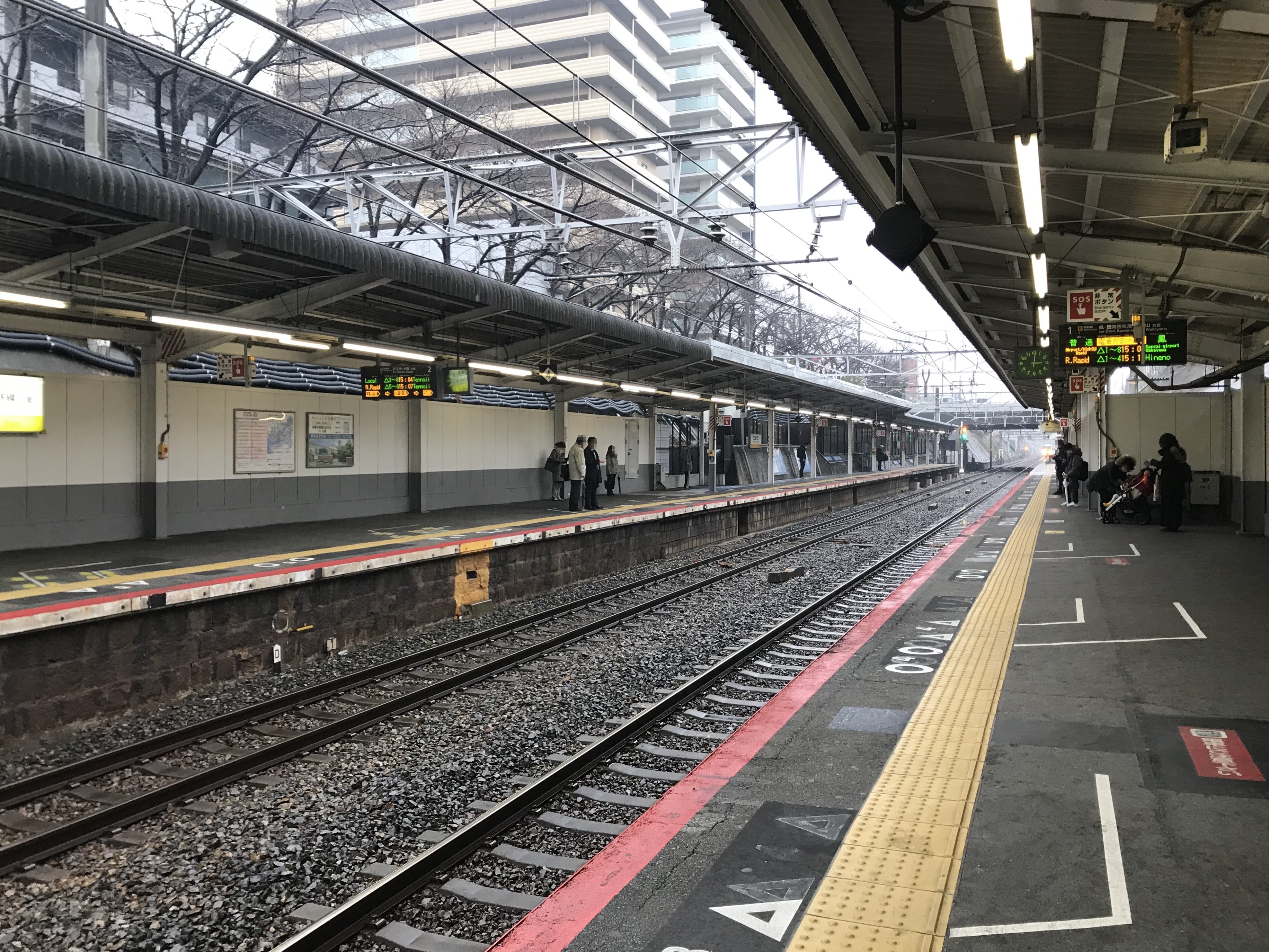
JR阪和線ホーム（2019年1月）

プラットホームは掘割部分に相対式ホーム2面2線を有する駅で有効長は8両編成分ある。そのため、隣の堺市駅同様優等列車の待避が不可能な構造である。いずれも分岐器のない棒線駅の構造であるが、踏切長時間鳴動対策のために駅前後の信号機が絶対信号機に変更されたため、停留所ではない。朝ラッシュ時の混雑が激しいため、2007年9月に上りホームの堺市寄りの部分の拡幅が行われた。またバリアフリー対応として上下ホームとも下り側でエレベーター設置工事が行われ、2008年12月20日よりエレベーターの使用を開始した。
東口（旧北口）にある自動券売機は、かつては南海型のものとJR型のものが併設されていたが、2013年9月7日からは改札が分離されたため、東口の南海型の自動券売機はJR型のものに取り換えられた。JR用の出札窓口およびみどりの窓口はないが、2014年5月26日から東口にみどりの券売機プラスが設置された。
2014年1月に、南海への乗換改札口があった場所に男女別の便所が設置され、通路を挟んだ向かい側に多機能トイレが新設された。

#### のりば（JR）
| のりば | 路線   | 方向 | 行先                     |
| ------ | ------ | ---- | ------------------------ |
| 1      | 阪和線 | 下り | 鳳・関西空港・和歌山方面 |
| 2      | 阪和線 | 上り | 天王寺・大阪方面         |

#### ダイヤ
すべての快速列車が当駅に停車しているが、1999年5月9日までは、区間快速と普通のみ停車しており、区間快速が運転されない夕方以降を中心に普通が激しく混雑し、天王寺駅 - 鳳駅間で遅延が常態化していた。そこで、翌10日の改正で当駅を快速停車駅に変更した上で、朝のラッシュ時は和歌山・和泉砂川発の区間快速を鳳駅折り返しの快速に8両編成を充当させて混雑緩和を図ることにした。それに合わせて当時6両分だったホーム有効長を天王寺寄りに2両分延長して8両対応とし、自動放送の詳細化と発車標の設置も行われた。

## 利用状況

### 南海電鉄
2023年（令和5年）度の1日平均乗降人員は36,623人である。同社の駅（100駅）では難波駅・新今宮駅・天下茶屋駅・堺東駅に次いで第5位、高野線（難波 - 極楽橋間の42駅）でも第5位である。また各停系統（各駅停車・準急）のみの停車駅では最も乗降客数が多い。
各年次の1日平均利用状況は下表の通り。
| 年度/年次          | 年度別   | 年度別 | 年度別 | 年次別   | 年次別   | 年次別   | 出典       | 出典          |
| 年度/年次          | 乗降人員 | 増減率 | 順位   | 乗車人員 | 降車人員 | 乗降人員 | 南海       | 大阪府        |
| ------------------ | -------- | ------ | ------ | -------- | -------- | -------- | ---------- | ------------- |
| 1990年（平成02年） |          |        |        | 21,251   | 22,400   | 43,651   |            | [ 大阪府 1 ]  |
| 1991年（平成03年） |          |        |        | 21,488   | 22,720   | 44,208   |            | [ 大阪府 2 ]  |
| 1992年（平成04年） |          |        |        | 20,795   | 22,098   | 42,893   |            | [ 大阪府 3 ]  |
| 1993年（平成05年） |          |        |        | 20,390   | 21,787   | 42,177   |            | [ 大阪府 4 ]  |
| 1994年（平成06年） |          |        |        | 19,947   | 21,314   | 41,261   |            | [ 大阪府 5 ]  |
| 1995年（平成07年） |          |        |        | 18,788   | 20,213   | 39,001   |            | [ 大阪府 6 ]  |
| 1996年（平成08年） |          |        |        | 18,696   | 20,871   | 39,567   |            | [ 大阪府 7 ]  |
| 1997年（平成09年） |          |        |        | 18,077   | 19,294   | 37,371   |            | [ 大阪府 8 ]  |
| 1998年（平成10年） |          |        |        | 16,930   | 18,490   | 35,420   |            | [ 大阪府 9 ]  |
| 1999年（平成11年） |          |        |        | 16,578   | 17,581   | 34,159   |            | [ 大阪府 10 ] |
| 2000年（平成12年） |          |        |        | 16,816   | 17,750   | 34,566   |            | [ 大阪府 11 ] |
| 2001年（平成13年） |          |        |        | 17,091   | 17,857   | 34,948   |            | [ 大阪府 12 ] |
| 2002年（平成14年） |          |        |        | 18,289   | 18,824   | 37,113   |            | [ 大阪府 13 ] |
| 2003年（平成15年） |          |        |        | 18,277   | 18,152   | 36,429   |            | [ 大阪府 14 ] |
| 2004年（平成16年） |          |        |        | 18,219   | 18,174   | 36,393   |            | [ 大阪府 15 ] |
| 2005年（平成17年） |          |        |        | 18,246   | 18,193   | 36,439   |            | [ 大阪府 16 ] |
| 2006年（平成18年） |          |        |        | 18,385   | 18,312   | 36,697   |            | [ 大阪府 17 ] |
| 2007年（平成19年） |          |        |        | 18,607   | 18,547   | 37,154   |            | [ 大阪府 18 ] |
| 2008年（平成20年） |          |        |        | 18,962   | 18,858   | 37,820   |            | [ 大阪府 19 ] |
| 2009年（平成21年） |          |        |        | 18,710   | 18,585   | 37,295   |            | [ 大阪府 20 ] |
| 2010年（平成22年） |          |        |        | 18,944   | 18,817   | 37,761   |            | [ 大阪府 21 ] |
| 2011年（平成23年） |          |        |        | 18,938   | 18,796   | 37,734   |            | [ 大阪府 22 ] |
| 2012年（平成24年） |          |        |        | 19,179   | 19,088   | 38,267   |            | [ 大阪府 23 ] |
| 2013年（平成25年） | 38,714   | 1.2%   | 5位    | 19,428   | 19,288   | 38,716   | [ 南海 1 ] | [ 大阪府 24 ] |
| 2014年（平成26年） | 39,046   | 0.9%   | 5位    | 19,683   | 19,364   | 39,047   | [ 南海 1 ] | [ 大阪府 25 ] |
| 2015年（平成27年） | 40,257   | 3.1%   | 5位    | 20,336   | 19,962   | 40,298   | [ 南海 1 ] | [ 大阪府 26 ] |
| 2016年（平成28年） | 39,804   | -1.1%  | 5位    | 20,059   | 19,745   | 39,804   | [ 南海 2 ] | [ 大阪府 27 ] |
| 2017年（平成29年） | 39,989   | 0.5%   | 5位    | 20,181   | 19,808   | 39,989   | [ 南海 3 ] | [ 大阪府 28 ] |
| 2018年（平成30年） | 40,342   | 0.9%   | 5位    | 20,416   | 19,926   | 40,342   | [ 南海 4 ] | [ 大阪府 29 ] |
| 2019年（令和元年） | 40,612   | 0.7%   | 5位    | 20,604   | 20,046   | 40,650   | [ 南海 5 ] | [ 大阪府 30 ] |
| 2020年（令和02年） | 32,385   | -20.3% | 5位    | 16,330   | 16,059   | 32,389   | [ 南海 6 ] | [ 大阪府 31 ] |
| 2021年（令和03年） | 33,035   | 2.0%   | 5位    | 16,644   | 16,389   | 33,033   | [ 南海 7 ] | [ 大阪府 32 ] |
| 2022年（令和04年） | 35,808   | 8.4%   | 5位    | 18,014   | 17,793   | 35,807   | [ 南海 8 ] | [ 大阪府 33 ] |
| 2023年（令和05年） | 36,623   | 2.3％  | 5位    |          |          |          | [ 南海 9 ] |               |

### JR西日本
2023年（令和5年）度の1日平均乗車人員は22,845人である。阪和線の途中駅では最も乗車人員が多く、JR西日本全駅中37位。
各年度の1日平均乗車人員は以下の通りである。
| 年度               | 1日平均 乗車人員 | 順位 | 定期利用状況 | 定期利用状況 | 出典          | 出典            |
| 年度               | 1日平均 乗車人員 | 順位 | 1日平均      | 定期率       | 大阪府        | JR西日本        |
| ------------------ | ---------------- | ---- | ------------ | ------------ | ------------- | --------------- |
| 1988年（昭和63年） | 18,402           |      | 13,020       | 70.8%        | [ 大阪府 34 ] |                 |
| 1989年（平成元年） | 19,044           |      | 13,331       | 70.0%        | [ 大阪府 34 ] |                 |
| 1990年（平成02年） | 19,267           |      | 13,578       | 70.5%        | [ 大阪府 1 ]  |                 |
| 1991年（平成03年） | 19,520           |      | 13,748       | 70.4%        | [ 大阪府 2 ]  |                 |
| 1992年（平成04年） | 19,226           |      | 13,591       | 70.7%        | [ 大阪府 3 ]  |                 |
| 1993年（平成05年） | 19,002           |      | 13,390       | 70.5%        | [ 大阪府 4 ]  |                 |
| 1994年（平成06年） | 18,253           |      | 13,213       | 72.4%        | [ 大阪府 5 ]  |                 |
| 1995年（平成07年） | 17,961           |      | 12,788       | 72.0%        | [ 大阪府 6 ]  |                 |
| 1996年（平成08年） | 17,729           |      | 12,419       | 70.0%        | [ 大阪府 7 ]  |                 |
| 1997年（平成09年） | 17,181           |      | 12,058       | 70.2%        | [ 大阪府 8 ]  |                 |
| 1998年（平成10年） | 17,222           |      | 11,837       | 68.7%        | [ 大阪府 9 ]  |                 |
| 1999年（平成11年） | 17,939           |      | 11,945       | 66.6%        | [ 大阪府 10 ] |                 |
| 2000年（平成12年） | 19,174           |      | 12,638       | 65.9%        | [ 大阪府 11 ] |                 |
| 2001年（平成13年） | 19,675           |      | 13,000       | 66.1%        | [ 大阪府 12 ] |                 |
| 2002年（平成14年） | 20,052           |      | 13,401       | 66.8%        | [ 大阪府 13 ] |                 |
| 2003年（平成15年） | 20,313           |      | 13,636       | 67.1%        | [ 大阪府 14 ] |                 |
| 2004年（平成16年） | 20,305           |      | 13,779       | 67.9%        | [ 大阪府 15 ] |                 |
| 2005年（平成17年） | 20,362           |      | 13,956       | 68.5%        | [ 大阪府 16 ] |                 |
| 2006年（平成18年） | 20,740           |      | 14,266       | 68.8%        | [ 大阪府 17 ] |                 |
| 2007年（平成19年） | 20,731           |      | 14,311       | 69.0%        | [ 大阪府 18 ] |                 |
| 2008年（平成20年） | 21,197           |      | 14,560       | 68.7%        | [ 大阪府 19 ] |                 |
| 2009年（平成21年） | 20,918           |      | 14,425       | 69.0%        | [ 大阪府 20 ] |                 |
| 2010年（平成22年） | 21,267           |      | 14,767       | 69.4%        | [ 大阪府 21 ] |                 |
| 2011年（平成23年） | 21,685           |      | 15,057       | 69.4%        | [ 大阪府 22 ] |                 |
| 2012年（平成24年） | 22,217           |      | 15,467       | 69.6%        | [ 大阪府 23 ] |                 |
| 2013年（平成25年） | 22,870           | 42位 | 16,035       | 70.1%        | [ 大阪府 24 ] | [ JR西日本 1 ]  |
| 2014年（平成26年） | 23,008           | 42位 | 16,119       | 70.1%        | [ 大阪府 25 ] | [ JR西日本 2 ]  |
| 2015年（平成27年） | 23,956           | 42位 | 16,502       | 68.9%        | [ 大阪府 26 ] | [ JR西日本 3 ]  |
| 2016年（平成28年） | 24,000           | 41位 | 16,510       | 68.8%        | [ 大阪府 27 ] | [ JR西日本 4 ]  |
| 2017年（平成29年） | 23,947           | 43位 | 16,433       | 68.6%        | [ 大阪府 28 ] | [ JR西日本 5 ]  |
| 2018年（平成30年） | 24,054           | 42位 | 16,512       | 68.6%        | [ 大阪府 29 ] | [ JR西日本 6 ]  |
| 2019年（令和元年） | 24,227           | 39位 | 16,667       | 68.8%        | [ 大阪府 30 ] | [ JR西日本 7 ]  |
| 2020年（令和02年） | 19,689           | 35位 | 14,488       | 73.6%        | [ 大阪府 31 ] | [ JR西日本 8 ]  |
| 2021年（令和03年） | 20,623           | 35位 | 14,912       | 72.3%        | [ 大阪府 32 ] | [ JR西日本 9 ]  |
| 2022年（令和04年） | 22,364           | 35位 | 15,555       | 69.6%        | [ 大阪府 33 ] | [ JR西日本 10 ] |
| 2023年（令和05年） | 22,845           | 37位 | 15,624       | 68.4%        | [ 大阪府 35 ] | [ JR西日本 11 ] |

## 駅周辺
当駅は大仙陵古墳（仁徳天皇陵）の北東に近接する。拝所は同古墳の南東に近接する百舌鳥駅が最寄駅となるが、同古墳の周囲にある陪塚（現存16基、うち宮内庁指定12基）には、当駅が最寄駅となるものが少なくない。
東出口側にやや離れて竹内街道（大阪中央環状線）、西出口側に西高野街道（国道310号）が通っている。

### 駅ナカ
- N.KLASS三国ヶ丘
  - ミーツ
  - セブン‐イレブン 南海三国ヶ丘駅店
  - 成城石井 三国ヶ丘店
  - リトルマーメイド
  - ドトールコーヒーショップ
  - 大起水産 街のみなと
  - オーエスドラッグ

### 東出口
かつて駅横にショップ南海が存在していた。ロータリーにはバス停とタクシー乗り場がある。
- 堺市立堺高等学校
- 清恵会第二医療専門学院
- 堺向陵中町郵便局
- 大阪信用金庫 三国ヶ丘支店
- 湯川家具 堺本店
- 三国ヶ丘FUZZ
- はや 総本店

### 西出口
ロータリーにはタクシー乗り場のみ。バス停は国道310号（さんとお線）沿いにある。
- 大仙陵古墳（仁徳天皇陵）
- 堺市上下水道局
- 清恵会医療専門学院
- コーナン三国ヶ丘ショッピングセンター
  - コーナン 堺三国ヶ丘店
  - ジョーシン 三国ヶ丘店
  - ヒマラヤスポーツ 堺三国ヶ丘店
  - セリア 三国ヶ丘店
- キリン堂 三国ヶ丘店

## バス路線
南海バスの路線が発着する。停留所名は南海側に合わせた「三国ヶ丘駅前」。
北側乗り場の系統は堺営業所、南側乗り場の系統は東山営業所担当。
この他、南側には南海深夜急行バスの到着便のみ停車するが、2023年現在運休中。
| のりば | のりば | 路線名       | 系統・行先                                   | 備考                                                               |
| ------ | ------ | ------------ | -------------------------------------------- | ------------------------------------------------------------------ |
| 北側   | 1      | 金岡線       | 15・15V・15C系統：白鷺駅前                   | 労災病院前の経由の有無により系統が異なる                           |
| 北側   | 1      | 野遠北野田線 | 34系統：近畿中央呼吸器センター前             | 平日朝に運行                                                       |
| 北側   | 1      | 野遠北野田線 | 35・35V・36・36V系統：地下鉄新金岡駅前       | 近畿中央呼吸器センター前・労災病院前の経由の有無により系統が異なる |
| 北側   | 1      | 野遠北野田線 | 37・37V・38V系統：阪和堺市駅前               | 近畿中央呼吸器センター前・労災病院前の経由の有無により系統が異なる |
| 北側   | 2      | 金岡線       | 15・15V系統：堺東駅前                        |                                                                    |
| 北側   | 2      | 野遠北野田線 | 35・35V・36・36V・37・37V・38V系統：堺駅南口 |                                                                    |
| 南側   | 3      | 北野田線     | 131系統：北野田駅前                          | 西小学校前経由                                                     |
| 南側   | 3      | 北野田線     | 132系統：北野田駅前                          | 福町経由                                                           |
| 南側   | 3      | 北野田線     | 132C系統：下出口                             |                                                                    |
| 南側   | 4      | 北野田線     | 131・132・132C系統：堺駅南口                 |                                                                    |

## 隣の駅
南海電気鉄道（南海）
 高野線
■快速急行・■急行・■区間急行
通過
■準急・■各停
堺東駅 (NK56) - 三国ヶ丘駅 (NK57) - 百舌鳥八幡駅 (NK58)
西日本旅客鉄道（JR西日本）
 阪和線
■関空快速・■紀州路快速・■快速・■直通快速・■区間快速
堺市駅 (JR-R28) - 三国ケ丘駅 (JR-R29) - 鳳駅 (JR-R33)
■普通
堺市駅 (JR-R28) - 三国ケ丘駅 (JR-R29) - 百舌鳥駅 (JR-R30)